# Porto Nacional (microregio)
Porto Nacional is een van de acht microregio's van de Braziliaanse deelstaat Tocantins. Het ligt in de mesoregio Oriental do Tocantins en grenst aan de microregio's Dianópolis, Gurupi, Jalapão, Miracema do Tocantins en Rio Formoso. De microregio heeft een oppervlakte van ca. 21.198 km². In 2006 werd het inwoneraantal geschat op 304.110.
Elf gemeenten behoren tot deze microregio:
- Aparecida do Rio Negro
- Bom Jesus do Tocantins
- Ipueiras
- Lajeado
- Monte do Carmo
- Palmas
- Pedro Afonso
- Porto Nacional
- Santa Maria do Tocantins
- Silvanópolis
- Tocantínia

Mesoregio's: Ocidental do Tocantins · Oriental do Tocantins

Microregio's: Araguaína · Bico do Papagaio · Dianópolis · Gurupi · Jalapão · Miracema do Tocantins · Porto Nacional · Rio Formoso